# Mia Laiho
Mia Kaarina Laiho, född 28 oktober 1969 i Helsingfors, är en finländsk samlingspartistisk politiker och läkare. Hon är ledamot av Finlands riksdag sedan 2018 efter att hon ersatte Outi Mäkelä som avgick från riksdagen. Laiho har avlagt medicine doktorsexamen år 2014 vid Helsingfors universitet. Hon har också studerat vid Tammerfors universitet och Tammerfors tekniska universitet.
Laiho blev omvald i riksdagsvalet 2019 med 5 664 röster från Nylands valkrets.